# CHLM-FM
 (avril 2017).
CHLM-FM est une station de radio canadienne francophone située à Rouyn-Noranda, dans la province de Québec. Elle est détenue et opérée par la Société Radio-Canada et affiliée à son réseau généraliste ICI Radio-Canada Première.

## Histoire
En 1976, RNC Media obtient l'autorisation du CRTC afin d'implanter une nouvelle station de radio en modulation de fréquence en Abitibi-Témiscamingue; CHLM-FM à Rouyn-Noranda à la fréquence 96,5 MHz (changée pour 90,7 MHz à une date inconnue) avec un émetteur CHLM-FM-1 à la fréquence 97,3 MHz pour desservir les villes de Val-d'Or et Amos dans l'est de la région. Cette station sera affiliée au réseau ICI Radio-Canada Première jusqu'à ce que la Société Radio-Canada décide d'y implanter sa propre station.
En 1979, l'émetteur de l'est change de fréquence pour émettre au 103,5 MHz (rechange pour 91,5 MHz à une date inconnue). La station entre officiellement en ondes cette même année tandis que l'émetteur de l'est commence à émettre en 1980.
En 1989, RNC Media fait la demande au CRTC afin de pouvoir ajouter un émetteur à Ville-Marie à la fréquence 100,5 MHz, en complément à l'émetteur en modulation d'amplitude déjà présent, dans le but de mieux desservir la population du Témiscamingue. Cette demande est refusée dû entre-autres à la petitesse du marché témiscamien. En 2002, cette même demande faite directement par la Société Radio-Canada sera acceptée . Le nouvel émetteur CBFY-FM émettera à la fréquence 89,1 MHz.
Toujours en 1989, RNC Media obtient l'autorisation d'exploiter une nouvelle station à Rouyn-Noranda (CHOA-FM) à la fréquence 90,7 MHz, avec un émetteur à Val-d'Or à la fréquence 91,5 MHz. Les fréquences de CHLM-FM et de CHOA-FM sont interverties à une date inconnue.
En 2001, la Société Radio-Canada obtient l'autorisation d'exploiter un émetteur à Témiscaming. Le nouvel émetteur CBFZ-FM émettera à la fréquence 103,1 MHz.
Le 1er septembre 2004, la Société Radio-Canada obtient l'autorisation acquérir la station CHLM-FM et son émetteur CHLM-FM-1 des mains de RNC Media.
En 2007, la Société Radio-Canada obtient l'autorisation d'exploiter un émetteur à La Sarre. Le nouvel émetteur CHLM-FM-2 émettera à la fréquence 100,7 MHz.
En 2010, la Société Radio-Canada obtient l'autorisation de changer la source de programmation de trois émetteurs diffusant le signal de CBF-FM Montréal soient CBF-1, 710 kHz à Senneterre, CBF-3, 650 kHz à Lebel-sur-Quévillon et CBF-4, 1 140 kHz à Matagami afin que ces derniers diffusent le signal de CHLM-FM.
En 2017, la Société Radio-Canada reçoit l'aval du CRTC afin de convertir les émetteurs AM CBF-1 Senneterre et CBF-3 Lebel-sur-Quévillon à la bande FM.
En 2019, la Société Radio-Canada reçoit l'aval du CRTC afin de convertir l'émetteur AM CBF-4 Matagami à la bande FM.

## Programmation régionale
- Des matins en or - Lundi au vendredi de 6 h à 9 h
- Ça vaut le retour - Lundi au vendredi de 15 h 30 à 18 h

### Programmation inter-régionale
- Samedi et rien d'autre - Samedi de 7 h à 11 h - Émission produite par CBF-FM Montréal et diffusée sur toutes les stations d'ICI Radio-Canada Première de la province de Québec.
- Certains jours lors de la période des fêtes de fin d'année de 6 h à 9 h - Émission produite en alternance par CBJ-FM et CHLM-FM et diffusée sur ces deux stations.
- Certains jours lors de la période des fêtes de fin d'année de 15 h 30 à 18 h - Émission produite en alternance par CBJ-FM et CHLM-FM et diffusée sur ces deux stations.
- Dessine-moi un été - Samedi de 6 h 30 à 11 h (période estivale) - Émission produite par CBF-FM Montréal et diffusée sur toutes les stations d'ICI Radio-Canada Première de la province de Québec.

## Émetteurs
| Villes                         | Identifiant | Fréquence | Puissance     | Classe | Coordonnées géographiques,   | Décision CRTC |
| ------------------------------ | ----------- | --------- | ------------- | ------ | ---------------------------- | ------------- |
| Rouyn-Noranda (Station source) | CHLM-FM     | 90,7 FM   | 11 422 watts  | B      | 48° 15′ 55″ N, 79° 02′ 00″ O | 2016-389      |
| Malartic                       | CHLM-FM-1   | 91.5 FM   | 100 000 watts | C1     | 48° 12′ 01″ N, 78° 07′ 15″ O | 2015-294      |
| La Sarre                       | CHLM-FM-2   | 100.7 FM  | 4 290 watts   | A      | 48° 47′ 22″ N, 79° 13′ 05″ O | 2007-105      |
| Ville-Marie                    | CBFY-FM     | 89.1 FM   | 66 400 watts  | C1     | 47° 15′ 16″ N, 79° 22′ 37″ O | 2002-445      |
| Témiscaming                    | CBFZ-FM     | 103.1 FM  | 1 500 watts   | A      | 46° 38′ 28″ N, 79° 04′ 23″ O | 2001-261      |
| Senneterre                     | CBF-FM-1    | 95.9 FM   | 115 watts     | A1     | 48° 22′ 42″ N, 77° 13′ 28″ O | 2017-291      |
| Lebel-sur-Quévillon            | CBF-FM-3    | 94.9 FM   | 50 watts      | LP     | 49° 02′ 58″ N, 76° 58′ 47″ O | 2017-291      |
| Matagami                       | CBF-4       | 1140 AM   | 40 watts      | LP     | 49° 45′ 30″ N, 77° 37′ 39″ O | 2010-527      |
| Matagami                       | CBF-FM-4    | 97.7 FM*  | 130 watts     | A1     | 49° 45′ 30″ N, 77° 37′ 39″ O | 2019-47       |